# Калиничев, Иван Михайлович
Иван Михайлович Калиничев (2 января 1906 — 13 мая 1954) — полный кавалер ордена Славы.

## Биография
Родился 2 января 1906 года в станице Григорополисской Ставропольского края. Потомственный кубанский казак. Окончил три класса станичной казачьей школы. По вероисповеданию — старообрядец.
До 1930 года Иван Михайлович был единоличником, платил продналог. С самого начала коллективизации, как только в станице Григорополисской создали колхоз, Калиничев стал работать в нём. Из простого колхозника Иван Михайлович быстро стал бригадиром.
Весть о начале войны застала Калиничева в поезде — бригадира за достижения в работе наградили поездкой в Москву на сельскохозяйственную выставку. Как только он вернулся из Москвы, в августе сорок первого года его мобилизовали и направили в Ставрополь в школу младших командиров. Когда Ставрополь отрезали от советских войск, Иван Михайлович решил пробираться к действующей армии через территорию, занятую фашистами. Калиничев пешком добрался до родной станицы, находившейся в оккупации. Один из своячеников сдал его, сообщив о местонахождении Ивана Михайловича фашистам. Но он успел скрыться и примкнул к отряду партизан, созданному станичными казаками. В сорок третьем году, когда станица была освобождена от оккупантов, Калиничев примкнул к действующей армии.
О его фронтовой деятельности написано в документах: «Командир миномётного отделения стрелкового батальона 1038-го стрелкового полка сержант Калиничев 18 марта 1944 г. в бою за населенный пункт Богоявленск Николаевской области миномётным огнём накрыл пулемётную точку, подавил батарею и заставил отступить до взвода пехоты противника. 24 марта 1944 г. в бою за освобождение населенного пункта Широкая Балка Николаевской области вместе с расчетом подавил два пулемёта и рассеял большую группу вражеской пехоты. 17 апреля 1944 г. награждён орденом Славы III степени»…
Через несколько месяцев казак станицы Григорополисской отличился в боях у Кишинёва и был награждён орденом Славы II степени: 23 августа 1944 г. в бою за с. Спея /северная/ Молдавской ССР тов. Калиничев И. М.быстро изготовил расчет к стрельбе и точным огнём уничтожил 4 пулемётные точки вместе с прислугой и 12 солдат противника, обеспечив успешный прорыв обороны врага. Парторг минроты полка тов. Калиничев И. М. во всех боях личным примером мужества и отваги на поле боя увлекал бойцов роты на новые подвиги. Приказом войскам 5УА № 117/Н от 5.09.1944 г. тов. Калиничев И. М. награждён орденом «Слава» II степени"…
А весной 1945 года он стал полным кавалером «советского Георгия», получив орден Славы I степени за форсирование Днепра: «7 марта 1945 г. в бою за город и крепость Кюстрин тов. Калиничев И. М., действуя в составе штурмовой группы, дерзко и смело выдвинулся с расчетом на огневую позицию в боевые порядки пехоты и под сильным артиллерийским и пулемётным огнём противника уничтожил станковый пулемёт, 37 мм зенитную пушку и 16 солдат противника, чем способствовал захвату штурмовой группой вражеских траншей и успешное развитие её наступления в центре города. Указом Президиума Верховного Совета СССР от 31.05.1945 г. тов. Калиничев И. М. награждён орденом „Слава“ I степени. Материал подготовил по документам Центрального архива Обороны СССР полковник запаса В. Литвинов».
Весь путь от станицы Григорополисской до Берлина Иван Михайлович проделал пешком. Со своим миномётным расчетом нёс на плечах разобранный миномёт — а вес у миномёта немалый — различные модификации весят по-разному, но тогдашние весили не менее 60 кг, то есть, по 20 кг на каждого. Война закончилась для Ивана Михайловича в Берлине. : «28 апреля 1945 г. во время штурма Берлина миномётный расчет тов. Калиничева вел бой на подступах к Рейхстагу на улице Комендантен штрассе. Смело выдвигаясь в боевые порядки пехоты, расчет тов. Калиничева уничтожил пулемётную точку и противотанковое орудие противника с прислугой, чем способствовал успешному продвижению подразделений вперед. Приказом командира № 045/у от 5.05.1945 г. тов Калиничев И. М. награждён орденом Красной Звезды».
В начале мая на площади перед Рейхстагом, на стене которого Иван Михайлович оставил автограф, состоялся импровизированный концерт. Пела любимица публики Лидия Русланова, фронтовики показали несколько номеров — кто что умел. Иван Михайлович станцевал лезгинку. Это был его любимый танец, и танцевал он его превосходно.
Вскоре После войны Калиничев стал председателем колхоза «Правда» и был им до 1950 года, когда восемь мелких хозяйств слились в колхоз имени Сталина (с 1954 года колхоз «Россия»). После этого события Калиничев работал в колхозе бригадиром.
Жизнь Ивана Михайловича Калиничева трагически оборвалась вечером 13 мая 1954 года. Он возвращался домой с работы. Недалеко от Еврейского яра, где в годы оккупации фашисты расстреляли десятки невинных людей, лошадь, испугавшись грома, понесла не разбирая дороги и упала в овраг, раздавив ездока.

## Память
Центральная площадь его родной станицы носит имя полного кавалера ордена Славы Калиничева Ивана Михайловича. Имя его вместе с другими именами полных кавалеров ордена Славы высечено на мраморных пилонах в Зале славы в Центральном музее Великой Отечественной войны на Поклонной горе.